# Вітнесс Лі
Уітнесс Лі (кит. 李 常 受, пін. Lǐ Chángshòu; 1905 — 9 червня 1997) — китайський християнський проповідник, дослідник Біблії, який належав до християнської групи, відомої як Місцеві церкви.

## Біографія
Уітнесс Лі народився 1905 року в китайській провінції Шаньдун. Мати Лі навчалася в американській місійній школі південних баптистів і була хрещена підлітком у південній баптистській церкві. Вона продала свою спадщину, щоб забезпечити своїх дітей освітою китайською та англійською мовами. Батько Лі був фермером, який помер у 1923 році.
Лі був пов'язаний з баптистською церквою своєї матері в Янтаї, де він навчався в південній баптистській початковій школі, а пізніше в місійному коледжі, яким керували американські пресвітеріанці. Хоча в юності Лі відвідував богослужіння південних баптистів та недільну школу, він не хрещений.
У 1927 році, коли його обрали членом правління Китайської незалежної церкви, він відмовився від цієї позиції та залишив деномінацію. Потім Лі почав зустрічатися з філією Бенджаміна Ньютона, де він пробув сім з половиною років і був охрещений у морі місцевим лідером братів, містером Бернеттом, в 1930 році.
Незабаром після того, як Уітнесс Лі прийняв християнство, він почав вивчати різних християнських вчителів і відкрив праці Вочмана Ні в двох періодичних виданнях «Ранкова зірка» та «Християнин» . Лі почав листуватися з Ні, щоб шукати його керівництва для кращого розуміння Біблії. У 1932 році Ні відвідала Янтай, і вони вперше зустрілися. Під час візиту Лі відчув, що його стосунки з Богом та розуміння того, як вивчати Біблію, зробили революцію.
У 1934 році Лі переїхав з сім'єю в Шанхай як редактор журналу Nee The Christian . Наступного року він почав подорожувати по Китаю, передаючи послання християнам і допомагати ним створювати місцеві церкви.
У 1949 році Вочман Ні та його колеги відправили Лі на Тайвань, вільну від загрози переслідування урядом Китаю.
У 1962 році він переїхав до Лос-Анджелеса і провів там свою першу конференцію. Потім повідомлення з цієї конференції були опубліковані як книга під назвою «Всеохоплюючий Христос». У наступні роки Лі було запрошено виступати перед християнськими групами по всій території США. Його повідомлення, виголошені під час коротших конференцій та довших тренінгів, були надруковані в журналі The Stream.
У 1974 році він переїхав до Анахайму, штат Каліфорнія, де розпочав книжкову викладку Біблії. Все його вивчення Біблії за життя було завершено в грудні 1994 року. Уітнесс Лі також написав обширні контури, виноски та перехресні посилання для всього Нового Завіту.
У лютому 1994 року Лі почав виголошувати повідомлення на теми, які він називав «найвищим піком божественного одкровення».
Уітнесс Лі дав останню конференцію в лютому 1997 року. Через три місяці його госпіталізували з ускладненнями через рак передміхурової залози. Помер 9 червня 1997 року.